# Аеропорт (Оренбурзький район)
Аеропо́рт (рос. Аэропорт) — селище у складі Оренбурзького району Оренбурзької області, Росія.

## Населення
Населення — 399 осіб (2010; 300 у 2002).
Національний склад (станом на 2002 рік):
- росіяни — 70 %